# Lycoris cirrhosa
Lycoris cirrhosa är en ringmaskart som beskrevs av Risso 1826. Lycoris cirrhosa ingår i släktet Lycoris och familjen Nereididae. Inga underarter finns listade i Catalogue of Life.